# Лідовська Тетяна Сергіївна
Тетяна Сергіївна Лідовська (24 січня 1913 — 9 травня 1997) — українська радянська діячка сільського господарства, ланкова радгоспу «Червона Хвиля» у Великобурлуцькому районі. Герой Соціалістичної Праці.

## Життєпис
Тетяна Лідовська народилася 24 січня 1913 року в селі Успінка Старооскольського повіту Воронізької губернії в російській селянській родині. Здобула початкову освіту, у 1933 році почала працювати у радгоспі «Червона Хвиля», через чотирнадцять років вона очолила ланку з вирощення жита. Того року радгосп зібрав рекордну кількість зернових культур, зокрема ланка Лідовської зібрала 31,6 центнера жита з гектара на загальній площі у 20 гектарів. За що Президія Верховної ради СРСР указом від 13 березня 1948 року надала Катерині Колесник звання Героя Соціалістичної Праці з врученням ордена Леніна та медалі «Серп і Молот». Окрім неї, звання героя отримали ще вісім робітників «Червоної Хвилі», це був директор радгоспу Олександр Майборода, керівник 1-го відділу радгоспу Пилип Куценко та ланкові: Марія Губіна, Варвара Житник,  Катерина Колесник, Пелагія Олійник, Ганна Пасмур і Варвара Сіренко.
Мешкала у селі Зелений Гай Великобурлуцького району. Також була нагороджена кількома медалями, зокрема медаллю «За доблесну працю. В ознаменування 100-річчя з дня народження Володимира Ілліча Леніна». Померла Тетяна Лідовська 9 травня 1997 року і була похована у селі Зелений Гай.

## Нагороди
- Герой Соціалістичної праці (13.03.1948)[1]
- орден Леніна (13.03.1948)[1]
- медаль «Серп і Молот» (13.03.1948)[1]
- медаль «В ознаменування 100-річчя з дня народження Володимира Ілліча Леніна»[1]
- медалі[1]